# Kastell Tolna

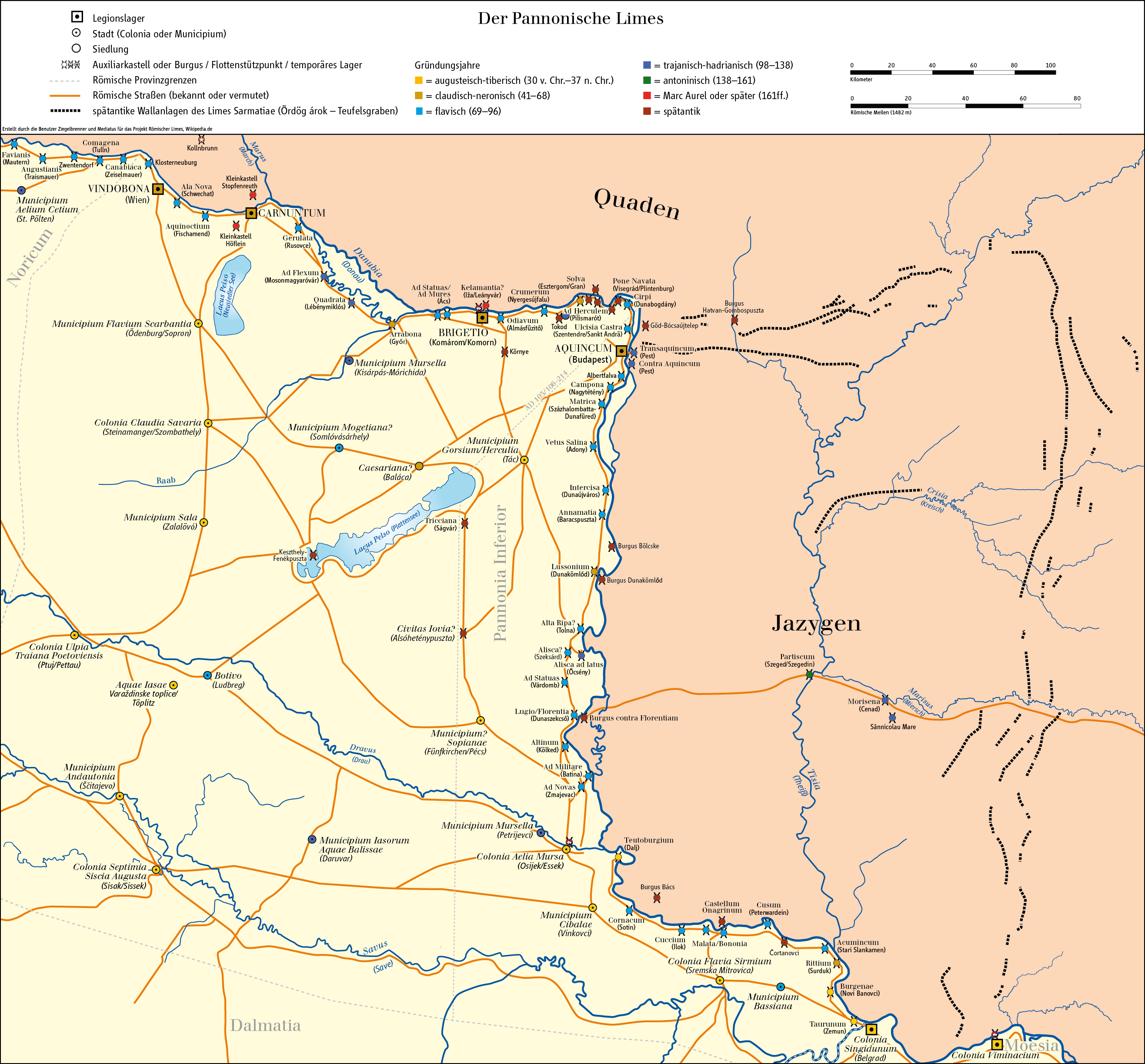
Die Lage des mutmaßlichen Kastells am niederpannonischen Donaulimes.

Das Kastell Tolna, das auch unter dem antiken Namen Alta Ripa bekannt wurde, war ein mutmaßliches, von seiner genauen Lage her archäologisch nicht gesichertes römisches Militärlager, das als Reiterkastell einen Abschnitt des pannonischen Donaulimes (Limes Pannonicus) gesichert haben soll. Der einstige Standort dieser Anlage wird in Tolna, einer südungarischen Stadt angenommen, die im gleichnamigen Komitat liegt.

## Lage
Tolna befindet sich an einem sehr tiefliegenden Uferstreifen. Die Donau hat in diesem Bereich ihren Lauf in den vergangenen Jahrhunderten mehrfach stark geändert. Die Limesstraße umging diesen Ort, doch führte eine Abzweigung in die antike Ansiedlung.

## Name
Die Verbindung zwischen Tolna und dem aus antiken Schriften bekannten Alta Ripa wurde schon sehr früh hergestellt, weist doch schon der lateinische Name auf ein tiefliegendes Ufer hin. Als Parallele wurde das gleichnamige Alta Ripa (heute Altrip) am linksseitigen Rheinufer südlich von Ludwigshafen am Rhein genannt. Aufgrund des nur relativ spärlichen Fundmaterials aus Tolna lässt sich eine Verbindung zum pannonischen Alta Ripa jedoch bis heute nicht zweifelsfrei nachweisen.

## Forschungsgeschichte
In der Wiener Ausgabe seiner Imago antiquae et novae Hungarie, die 1754 erschien, dokumentierte der damals bereits verstorbene ungarische Jesuit und Gelehrte Samuel Timon (1675–1736) eine Volkssage aus Tolna, nach der einst in der Donau ein Tempel gestanden habe. Timon sah darin einen Hinweis auf die römische Vergangenheit des Ortes, glaubte aber noch, Tolna mit Lussonium identifizieren zu können. Heute wird dieser Kastellort mit dem etwas nördlicher gelegenen Dunakömlőd gleichgesetzt. Ergänzend erwähnte der Statistiker und Geograph Elek Fényes (1807–1876) zahlreiche Gebäudereste, die bei Niedrigwasser im Donaubett zu sehen waren, was der Archäologe Mór Wosinsky (1854–1907) anhand seiner Kindheitserinnerungen für den Nordostrand des damaligen Dorfes bestätigen konnte.
Heute können diese Angaben nicht mehr überprüft werden. Aus der Umgebung von Tolna sind zwar Kleinfunde und Steindenkmäler bekannt, doch bei den antiken Bauten, speziell dem Kastell, muss davon ausgegangen werden, dass sie – falls sie existiert haben – von der Donau im Laufe der Jahrhunderte vollständig abgeschwemmt worden sind.

## Truppe
Ein Weihealtar für Hercules Augusti aus dem Umfeld von Tolna weist auf die Präsenz der römischen Armee hin. Dieser im 1. Jahrhundert entstandene Stein fand sich zwischen Tolna und dem nahen Mözs. Er nennt den Decurio Marcus Domitius Secundinus, der eine Schwadron der Ala Brittonum (Reitereinheit der Briten) führte.
2001 stellte der Epigraphiker Barnabás Lőrincz (1951–2012) seine Truppenaufstellung für Pannonien zusammen, die – im Fall von Tolna – 2004 durch Barbara Pferdehirt, damals Direktorin des Römisch-Germanisches Zentralmuseum in Mainz, korrigiert werden konnte. Zudem sind in die unten gezeigte Liste noch die beiden spätantiken Einheiten mit aufgenommen worden.
| Zeitstellung        | Truppenname                                             | Bemerkung |
| ------------------- | ------------------------------------------------------- | --- |
| 83–118/119 n. Chr.  | Ala Siliana bis torquata bis armillata civium Romanorum | Die Silianische Reitereinheit römischer Bürger stand unter Kaiser Nero (54–68) in der Provinz Africa proconsularis, nahm am Bürgerkrieg in Italien teil und kam anschließend um 70/71 an den Niederrhein, wo die Truppe bis kurz nach dem Jahr 80 in Worringen (Burungum) Dienst tat. Anschließend löste sie dort die aus Britannien kommende Ala Indiana Gallorum ab. Die Ala Siliana wurde nach Pannonien versetzt. Hier nennt sie ein Militärdiplom für den 3. September 84. Später wurde die Truppe – ohne ihren Heeresverband zu verlassen – in den Dakerkriegen des Kaisers Trajan (98–117) eingesetzt und im dakischen Gela stationiert. Die Auszeichnungen bis torquata und bis armillata erhielt die Einheit höchstwahrscheinlich während dieser Dakerkriege. |
| 118/119–123 n. Chr. | Ala I Brittonum civium Romanorum                        | Die von Barnabás Lőrincz bis 180 in Tolna vermutete 1. Reitereinheit der Briten römischen Bürgerrechts kann nach einem 2004 neu entdeckten Militärdiplom nur bis 123 an diesem Standort gewesen sein, da die Truppe kurz nach dem 14. April 123 in die Provinz Dacia Porolissensis verlegt wurde, wo sie auch für den 10. August 123 belegt ist. |
| ab 180 n. Chr.      | Cohors quingenaria Maurorum equitata                    | Die Teilberittene Kohorte der Mauren wurde im Jahr 171 zeitgleich mit der Cohors milliaria Maurorum equitata (Teilberittene Doppelkohorte der Mauren) in Oberpannonien aufgestellt und nach den Markomannen- und Sarmatenkriegen nach Niederpannonien versetzt. In Györköny, rund 25 Kilometer nordwestlich von Tolna, fand sich die Grabstele eines Veteranen der Cohors quingenaria Maurorum equitata aus der Zeit um 200. |
| 4. Jahrhundert      | Equites Dalmatae                                        | Nach dem spätantiken Staatshandbuch Notitia Dignitatum waren die Dalmatinischen Reiter im 4. Jahrhundert in Alta Ripa stationiert. |
| 4. Jahrhundert      | Cuneus equitum Stablesianorum                           | Diese Kavallerieeinheit löste die Dalmatiner laut Notitia Dignitatum ab und kam dann in die bis heute unbekannte Garnison Conradeuha. |

## Fundverbleib
Die meisten Funde sind heute in Szekszárd im Wosinsky Mór Múzeum zu sehen.

## Limesverlauf zwischen dem Kastell Tolna bis zum Kastell Szekszárd
Spuren der militärischen Bauwerke entlang der Limesstraße und der Donau.
| Strecke | Name/Ort                                        | Beschreibung/Zustand |
| 8       | Mözs                                            | Südlich von Tolna verlief die Limesstraße in südwestliche Richtung. Bei Mözs wurde im 19. Jahrhundert ein Meilenstein entdeckt, der eine Entfernung von XCVII milia passuum von Aquincum aus angab. In der Nähe des Bahnhofs von Mözs wurde während eines archäologischen Luftbildfluges ein bisher nicht näher erforschter Wachturm lokalisiert. |
| 8       | Mözs, Türkisches Wirtshaus (Burgus Alta Ripa 1) | Bei seiner Untersuchung der Limesstraße stieß der Archäologiepionier Mór Wosinsky (1854–1907) an der Ostseite der von Süden nach Mözs führenden Straße auf die Fundamente eines römischen Bauwerks, das auf einem kleinen Hügel lag. Die Einwohner des damals überwiegend von Deutschstämmigen bewohnten Mözs nannten die Stelle Türkisches Wirtshaus. Wosinsky erwähnt nichts über Funde an diesem Ort. 1987 fand sich die Stelle mit Hilfe eines Luftbildes wieder, wobei sich der eigentliche Burgus als rechteckige, rund 20 × 20 Meter große, dunkel gefärbte Fläche darstellte. Der Platz war bereits während der ersten Hälfte der 1960er Jahre mehrmals von dem Archäologen Gyula Mészáros untersucht worden. Dabei kamen linear angelegte Gräber ans Licht. Nach dem Grabungsbericht wurde damals auch eine graue, rechteckige Fläche untersucht, die von einer dicken Ascheschicht bedeckt war. Außerdem kam dort ein möglicherweise bronzezeitliches Behältnis mit einem Ringgriff ans Licht. Der Archäologe Zsolt Visy, der nach 1987 mehrere Feldbegehungen durchführte, konnte am Boden weder eine regelmäßige Verfärbung noch römische Fundstücke feststellen. Stattdessen fand er eine große Zahl an prähistorischen Keramikresten. Trotz dieser negativen Befundlage vor Ort beweisen die Luftbilder eine spätrömische Nutzung des Hügels. Der Platz liegt südwestlich der aus Mözs herausführenden Straße, noch bevor diese die Autobahn M6 unterquert, auf landwirtschaftlich genutztem Gelände. Der auf der Spitze des Hügels angelegte spätrömische Burgus besaß einen rechteckigen Doppelgraben, dessen äußerer einen Umfang von rund 80 × 80 Metern, der innere von rund 40 × 45 Metern besaß. Während des Baus der Autobahn M6 wurde nahe der Fundstelle eine Grube zur Sandentnahme geöffnet, der Burgus dabei aber nicht beschädigt. |
| 8       | Mözsi-dűlő, Burgus Alta Ripa 2                  | Der nächste spätantike Burgus liegt nordwestlich des Autobahnendes der M9, an dem auch die Landstraße 6 vorbeiführt. Seine Reste waren ebenfalls in einem Feld auszumachen. Anhand eines Satellitenbildes identifizierten die Archäologen einen rautenförmigen Graben, der das Bauwerk umgab. Während einer anschließenden Feldbegehung wurde an dem Platz eine konstantinische Bronzemünze des 4. Jahrhunderts n. Chr. gefunden. Anhand der Standorte der Burgi Alta Ripa 1 und 2 lässt sich zeigen, dass die modernen Trassen der aus Mözs kommenden Straße und die Landstraße 6 in ihrem grundsätzlichen Verlauf der antiken Limesstraße folgen, die hier in einem von Nordosten nach Südwesten verlaufenden Bogen direkt nach Szekszárd führte. Die Abteilung Archäologie der Loránd-Eötvös-Universität führte am Burgus Alta Ripa 2 geophysikalische Untersuchungen und Ausgrabungen durch, bei der die Datierung in das 4. Jahrhundert bestätigt wurde. |
| 8       | Szekszárd                                       | Das Kastell von Szekszárd wird nur vermutet. Archäologische Beweise liegen bis heute nicht vor. |

## Denkmalschutz
Die Denkmäler Ungarns sind nach dem Gesetz Nr. LXIV aus dem Jahr 2001 durch den Eintrag in das Denkmalregister unter Schutz gestellt. Die römischen Fundstellen aus Tolna und Umgebung gehören als archäologische Fundstätten nach § 3.1 zum national wertvollen Kulturgut. Alle Funde sind nach § 2.1 Staatseigentum, egal an welcher Stelle der Fundort liegt. Verstöße gegen die Ausfuhrregelungen gelten als Straftat bzw. Verbrechen und werden mit Freiheitsentzug von bis zu drei Jahren bestraft.